# Византинизм

Двуглавый орел — один из символов Византии (эпоха Палеологов)

Византини́зм (византи́зм) — совокупность политических, государственно-правовых, церковных и демографических особенностей, носителем которых была Византийская империя, а также основанная на этих особенностях «идеология православного религиозного мировосприятия».
Преобразованная из провинциального города в столичный и сделавшись административным центром Римской империи, Византия утратила[когда?] своё имя как живой исторический факт. В Средние и особенно в Новые века имя «Византия» употребляется в смысле отвлеченного термина и служит обозначению особенностей, носителем которых выступала Византия.
В настоящее время историческое значение этого термина подверглось колебанию как со стороны реального его содержания, так и исходной хронологической даты, с которой начинается его история. Ставится вопрос о том, правильно ли придавать название «Византийская» Римской и, с 395 года, Восточно-Римской империи, которая не прекращалась до 1453 года.

## История
В Средние века сами подданные византийского императора называли себя римлянами — по-гречески «ромеями», и империя официально носила название «Ромейской» («Римской»). Следовательно, в историческом отношении термин «византийский» так же имеет условное значение, как «восточно-римский». Ещё менее исторических оснований можно найти для термина «Греческая империя» или «Bas-Empire». Как в имени Римской империи времени Каролингов и Оттонов лежит историческая фикция, ибо в действительности эта империя ничего общего не имеет с империей Августа или Антонинов, объединяясь лишь в идеальном представлении соответствия земной империи с небесной, так и Восточно-Римская империя (см. Восточная Римская империя), которая в действительности представляет продолжающееся преемство императоров от Августа до Константина XII Палеолога, только в условном смысле, как исторический термин, может претендовать на имя Римской империи.
На Востоке культура Древнего Рима встретилась со старыми культурами: иудейской, персидской и эллинской, которые не только оказали ему значительное противодействие, но, в свою очередь, имели на него разнообразные влияния. Свидетельством этому служат административная и бюрократическая система Византии, появление кодексов, давших выражение местному обычному праву; наконец, философская и богословская производительность, находившая себе пищу и получавшая напряжение в борьбе с иудейскими и эллинскими воззрениями. Многообразные перемены в строе Римской империи должна была вызвать обширная славянская иммиграция, произведшая этнографический переворот, давшая новое население Балканскому полуострову и части Малой Азии и вызвавшая коренные реформы в социальном и экономическом строе, в административной и военной системе.

## Особенности византийского строя
Зинаида Удальцова выпустила монографию «Византийская культура» (1988), в которой рассматривала также особенности политической культуры Византии. Она отмечает следующие моменты:
- «Централизованное государство» составляло альтернативу феодальной раздробленности Западной Европы. Мощный административный центр в Константинополе неизбежно требовал наличия развитого административного аппарата (власть логофетов), что закреплялось даже на уровне идеологии (иерархия Дионисия Ареопагита)
- Автократия Византии отличалась от западноевропейского абсолютизма так как власть главы государства (басилевса) не была наследственной и опиралась на синклит, армию, народ (димы) и церковь: «император выбирался», что позволяет говорить о «своеобразном сочетании авторитаризма и демократизма»
- «Имперская миродержавная идеология» подразумевала широкие «универсалистские планы» по контролю за всей обитаемой территорией (ойкуменой), что исключало моноэтничный характер государства.
- «Глубокий спиритуализм» означал строгую подчиненность политики религиозным вопросам, что выразилось в «теории симфонии». Император обладал всей полнотой власти только в том случае, если он являл идеал справедливости, смирения, целомудрия, благоразумия и благочестия. Собственно, византийская идентичность строилась не на общности происхождения, а на признании «православной формы» христианства: обряды крещения посредством погружения в купель, причастия квасным хлебом, иконопочитание.

## Особенности византийской религии
Византийская, восточная версия христианского учения имела ряд отличительных черт. Так, центральной идеей в данном случае выступала мысль о всеобъемлющей любви верующего человека. Именно любовь он должен испытывать как по отношению к Богу, так и по отношению к своим ближним. Именно любовь к миру, вопреки его жестокости, искушениям, превращает жизнь человека в подобие жизни Христа (идея «обожения»), является единственной дорогой к спасению души. Кроме того, более поздними византийскими мыслителями также была сформулирована идея сочетания рационального мышления и веры: верующий человек должен ответственно подходить к своим поступкам, здраво мыслить, однако быть проникнутым любовью к Богу, быть сердечным, любить добро.
Отцами византийской теологической школы был сформулирован ряд главных ценностей верующего человека. Среди них были как довольно универсальные, такие как любовь к Богу и своим ближним, добродетельность, совесть, так и характерные, такие как наличие у человека свободы в выборе нравственного облика своих действий, мудрость, которая есть опыт духовных и религиозных исканий, а также семья и любовь к родине. Кроме того, были совершены попытки отказаться от традиционной иерархической церкви в пользу института передачи духовного опыта, поучения, осуществляющегося на началах равенства.

## Византинизм в Европе
В эпоху Просвещения Византия изрядно демонизировалась в трудах Монтескьё, Вольтера и Гиббона. Термин византинизм (Byzantinismus) в работах европейских историков XIX века имел негативное значение и означал «подчинение церкви государству», «раболепство перед государственной властью», преклонение перед внешними формами религии в ущерб нравственным заповедям, бюрократизм и деспотизм. В России этот термин популяризировал Герцен в 1843 году. Егор Холмогоров полагает, что подобные взгляды привели к появлению «антивизантийского мифа» о Византии как «гниющей цивилизации, цитадели религиозного обскурантизма и морального растления», в которой процветала «мистическая отрешенность» и нарастало «технологическое отставание».

## Византинизм в России
В XIX веке русская философия начала заниматься поисками национальной идентичности. Первая версия с опорой на славянский компонент русской культуры вызвала критику из-за глубинного антагонизма двух славянских стран Польши и России. Константин Леонтьев выдвинул идею о том, что своеобразие России заключается не в славянском языке, а культурном наследии, которое вместе с православием пришло на Русь в 988 году из Византии («Византизм и славянство», 1875). Прежде всего византизм заключается в самодержавии и послушанием властям («византийская выправка»): «византизм в государстве значит — самодержавие» (К. Н. Леонтьев). При этом самодержавие не уклоняется в тиранию или самодурство из-за «принципа симфонии» («цезарепапизма»), который утверждение власти не только на силе, но и моральном авторитете. Другими словами, византизм подразумевает «положительную модель сильного государства», занимающего «лидирующее положение в мире».
Политический византизм был тесно связан с религиозным византизмом, содержанием которого были «православные формы, правила и обычаи» (К. Леонтьев). К специфическому «церковному византизму» В. С. Соловьёв относил причастие квасным хлебом и бороды иереев, а также «традиционализм и буквализм»; Павел Флоренский отмечал, что византизм подразумевает «глубокое уважение к обряду», его консервацию и приоритет над «исполнением нравственных заветов»

Понятие человеческой личности в её безусловном значении было совершенно чуждо византийскому миросозерцанию.— В. С. Соловьёв, Византизм и Россия

## Влияния
Историческая миссия византинизма по преимуществу выразилась в культурных влияниях на народы юго-восточной Европы; на болгар, сербов, румын, русских, армян и грузин. Все эти народы не только приняли от неё христианское просвещение, плоды умственной производительности, но и брали у неё образцы в своем внутреннем устройстве. Кроме того, до сих пор не вполне оценены византийские влияния на Западе, выразившиеся в разработке христианской догматики, устройстве форм и содержания богослужения, философских построениях и т. п.
Современные исследователи находят элементы византизма в Советском Союзе: «мощное государственное руководство», а также в России начала XXI века («имперский тип российской государственности»)